# Mustapha Dahleb
Mustapha Dahleb   (Bugia, 8 de febrer de 1952) és un exfutbolista algerià de la dècada de 1970.
Fou internacional amb la selecció d'Algèria amb la qual participà en la Copa del Món de futbol de 1982.
Pel que fa a clubs, destacà a CS Sedan, Paris Saint-Germain FC i OGC Nice.